# 나카자와 유코
나카자와 유코(中澤裕子,  なかざわ ゆうこ[*], 1973년 6월 19일 ~ )는 일본 가수이며 배우로 활동 중이다. 모닝구무스메의 전 멤버이자, 초대 리더, 헬로! 프로젝트 초대 리더이고 소속사는 업프런트 크리에이트(업프런트 그룹)이다. 2001년 4월 15일, 모닝구무스메를 졸업 후 솔로 가수로 활동하고 있다. 2009년 3월 31일, 헬로! 프로젝트를 졸업했다. 다음 달부터 신팬클럽 M-line club에 소속된다.
현재 예능 활동을 하고 있으며, 2012년 4월 1일에 소속 사무소를 통해 팩스에서 매스컴 각사에 결혼을 발표하였다. 그리고 동년 6월 19일, 이 날 행해진 생일 라이브에서 임신 5개월인 것을 발표하였으며, 11월 25일에 여자아이를 출산하였다.

## 인물, 에피소드
6살 때에 아버지가 병으로 돌아가신 후, 여동생과 함께 어머니의 손 하나로 자랐다. 교토 부립 후쿠치야마 고등학교 상업과를 졸업 후 오사카부에 옮겨, 니시요도가와구 타케시마 지구에 있던 회사에서 OL로서 일하고 있었지만, 어릴 때부터 연예계의 동경이 있었다고 한다.

## 음반

### 싱글
1. カラスの女房 (1998년 10월 5일)※中澤ゆうこ 명의 (다섯 번째 싱글까지)
2. お台場ムーンライトセレナーデ (1998년 12월 2일)※다카야마 겐과의 듀엣.
3. 純情行進曲 (1999년 6월 9일)
4. 上海の風 (2000년 7월 12일)
5. 悔し涙ぽろり (2001년 2월 15일)
6. 二人暮し (2001년 8월 1일)※中澤裕子 명의 (여섯 번째 싱글부터)
7. 東京美人 (2002년 8월 28일)
8. Get Along with You (2003년 5월 21일)
9. 元気のない日の子守唄/長良川の晴れ (2004년 2월 11일)
10. Do My Best (2004년 5월 26일)
11. うらら (2006년 9월 27일)
12. だんな様 (2007년 10월 10일)

### 앨범
1. 中澤ゆうこ 第一章 (1998년 12월 12일)
2. 第二章～強がり～ (2004년 7월 22일)

- FOLK SONGS 시리즈 (헬로! 프로젝트 멤버가 참여하는 포크송 앨범)

1. FOLK SONGS (2001년 11월 29일) - 이치이 사야카 with 나카자와 유코 명의
2. FOLK SONGS 2 (2002년 5월 22일)
3. FOLK SONGS 3 (2002년 10월 23일)
4. FOLK SONGS 4 (2003년 5월 21일)
5. FS5〜卒業〜 (2004년 2월 25일)

### 베스트 앨범
1. Legend (2008년 12월 10일)

### DVD/VHS (싱글)
1. 中澤裕子シングルMクリップス (2002년 11월 27일)

### DVD/VHS (콘서트)
1. FOLK DAYS ~市井紗耶香 with 中澤裕子~ (2002년 2월 28일)
2. 紳士はミニがお好き！at studio DREAM MAKER (2003년 1월 22일)
3. FS3 LIVE (2003년 2월 26일)
4. TYPE-Y 2007 BIRTHDAY LIVE　魔法のプレッシャー！ 今年もやります∞スペシャル～ライブ後、予定を入れないで下さい～ (2007년 10월 10일)

## 출연작

### 텔레비전 드라마
- 向井荒太の動物日記～愛犬ロシナンテの災難～ (2001년 1월 ~ 3월, 닛폰TV)
- 뷰티7 (2001년 7월 ~ 9월, 닛폰TV)
- 고쿠센 (2002년 4월 ~ 6월, 닛폰TV)
- 伝説のマダム (2003년, 닛폰TV)
- こちら本池上署 (2004년 1월 ~ 2005년 9월, TBS)
- ほーむめーかー (홈메이커) (2004년 4월 ~ 6월, TBS)
- 月曜ゴールデン (2007년 4월 23일, TBS)

### 텔레비전 방송
- 하로! 모닝구。(2000년 4월 ~ 2007년 4월, 테레비도쿄)
- 미녀방담 (2009년 8월 6일 · 13일, 테레비도쿄)

### 라디오
- 나카자와 유코의 allnightnippon SUPER! (2000년 3월 ~ 2001년 4월, 닛폰방송)
- 나카자와 유코의 allnightnippon Sunday Special (2001년 4월 ~ 2001년 9월, 닛폰방송)
- 나카자와 유코의 allnightnippon Sunday SUPER! (2001년 10월 ~ 2003년 3월, 닛폰방송)
- MBS 영타운 토요일 (2002년 4월 ~ 2004년 3월, MBS 라디오)
- 뮤직플라자「멋대로 클래식」(2004년 4월 ~ 2006년 3월, NHK-FM방송)
- 마지아사! (2005년 10월 ~ 2008년 3월, bay-fm)
- JAM PUNCH (2008년 4월 ~ 2009년 3월, bay-fm)
- BAY LINE GO!GO! 수요일 DJ (2011년 4월 ~ , bay-fm)

## 소속 유닛
- 애프터눈무스메。(2010년, 일본 코카콜라 조지아 CF 캐릭터)
- 드림 모닝구무스메。(2011년 ~ 2012년)

## 같이 보기
- 헬로! 프로젝트
- M-line club